# Juncus taonanensis
Juncus taonanensis är en tågväxtart som beskrevs av Yoshisuke Satake och Masao Kitagawa. Juncus taonanensis ingår i släktet tåg, och familjen tågväxter. Inga underarter finns listade i Catalogue of Life.